# 대한민국 민사소송법 제442조
대한민국 민사소송법 제442조는 재항고에 대한 민사소송법조문이다.

## 조문
제442조(재항고) 항고법원·고등법원 또는 항소법원의 결정 및 명령에 대하여는 재판에 영향을 미친 헌법·법률·명령 또는 규칙의 위반을 이유로 드는 때에만 재항고(再抗告)할 수 있다.

## 판례
- 민사소송법 제442조는 "항고법원, 고등법원 또는 항소법원의 결정 및 명령에 대하여는 재판에 영향을 미친 헌법, 법률, 명령 또는 규칙의 위반을 이유로 드는 때에만 재항고할 수 있다."고 규정하고 있으므로, 항소법원의 결정에 대하여는 대법원에 재항고하는 방법으로 다투어야만 한다[1]

## 같이 보기
- 재항고